# بابا مالك
بابا مالك سنغالي الاصل من منطقة كوردينا مواليد 3 سبتمبر 1983 لاعب كرة قدم قطري دولي يجيد اللعب حارس مرمى.

## مسيرة اللاعب
لعب سابقاً لأندية أم صلال ولخويا و نادي الشمال ونادي الخريطيات .

## روابط خارجية
- بابا مالك على موقع ناشيونال فوتبول تيمز (الإنجليزية)
- بابا مالك على موقع Soccerway.com (الإنجليزية)